# آرتور داونز
آرتور داونز (انگلیسی: Arthur Downes; ۲۳ فوریهٔ ۱۸۸۳ – ۱۲ سپتامبر ۱۹۵۶) قایقران قایق بادبانی اهل بریتانیا بود.